# Карл Вілліг
Карл Вілліг (нім. Karl Willig; 31 серпня 1908, Нідернайзен — 2 грудня 1977, Ешвеге) — німецький офіцер, майор вермахту (серпень 1942). Кавалер Лицарського хреста Залізного хреста з дубовим листям.

## Біографія
В 1927 році вступив в рейхсвер. В 1939 році — командир 10-ї роти 15-го піхотного полку. Учасник Польської і Французької кампаній, а також Німецько-радянської війни. В червні 1941 року призначений командиром 11-ї роти 120-го мотопіхотного полку 60-ї мотопіхотної дивізії. Відзначився у боях під Харковом. З 1942 року — командир 2-го батальйону свого полку, з яким брав участь у наступі на Сталінград. Взимку 1942 року його батальйон був знищений у Сталінграді, а Вілліг очолив зведену бойову групу, штаб якої розміщувався в Мариновці. В січні 1943 року у складі Сталінградського угруповання німецьких військ був взятий в полон радянськими військами. В грудня 1949 року звільнений.

## Нагороди
- Медаль «За вислугу років у Вермахті» 4-го і 3-го класу (12 років)
- Залізний хрест 2-го і 1-го класу
- Штурмовий піхотний знак в бронзі
- Лицарський хрест Залізного хреста з дубовим листям
  - лицарський хрест (25 липня 1942)
  - дубове листя (№ 179; 18 січня 1943)
- Медаль «За зимову кампанію на Сході 1941/42»